# 干姓
干姓，也作邗姓，是漢姓之一，在《百家姓》中排第173位。在现代是极罕见的姓氏。
需要注意的是在简体中文「乾」和「幹」都被合并到“干”，但作姓氏的“干”等於“天干地支”的“干”，不等於“幹活”或“树幹”用字的幹姓。《中华人民共和国国家通用语言文字法》第十七条第二项同意姓氏中的异体字可以保留或使用繁体字、异体字。

## 起源
干姓有三个来源：
1. 出自子姓，商湯以子姓宗室，掌管軍中樂舞，稱為「萬舞」，又稱「干舞」。《大戴禮記》：「萬也者，干戚舞也。」其後代，或姓萬、或姓干。另外一批干姓者，是春秋时宋国大夫干犨之后。

1. 以地为姓氏。战国时有个地方叫做干隧之邑（今江苏吴县境内），此处的“干”也作“邗”。其居民中有以“干”为姓氏的。

1. 为鲜卑等外族之汉化姓氏。据《魏书·官氏志》记载，南北朝时北魏有鲜卑纥干氏汉化后改为干氏。

## 郡望
- 荥阳郡：三国时曹魏置。今河南黄河以南荥阳县至朱仙镇一带。
- 颖川郡：秦始皇统一中国之前设置。今河南许昌一带。

## 延伸阅读
[在维基数据编辑]
 《百家姓》
 《欽定古今圖書集成·明倫彙編·氏族典·干姓部》，出自陈梦雷《古今圖書集成》